# Sparkman
Sparkman é uma cidade localizada no estado americano de Arkansas, no Condado de Dallas.

## Demografia
Segundo o censo americano de 2000, a sua população era de 586 habitantes.
Em 2006, foi estimada uma população de 525, um decréscimo de 61 (-10.4%).

## Geografia
De acordo com o United States Census Bureau, a localidade tem uma área de 3,4 km², sem área coberta por água. Sparkman localiza-se a aproximadamente 52 m acima do nível do mar.

## Localidades na vizinhança
O diagrama seguinte representa as localidades num raio de 32 km ao redor de Sparkman.